# Passage de Clichy
Le passage de Clichy est une voie du 18e arrondissement de Paris, en France.

## Situation et accès

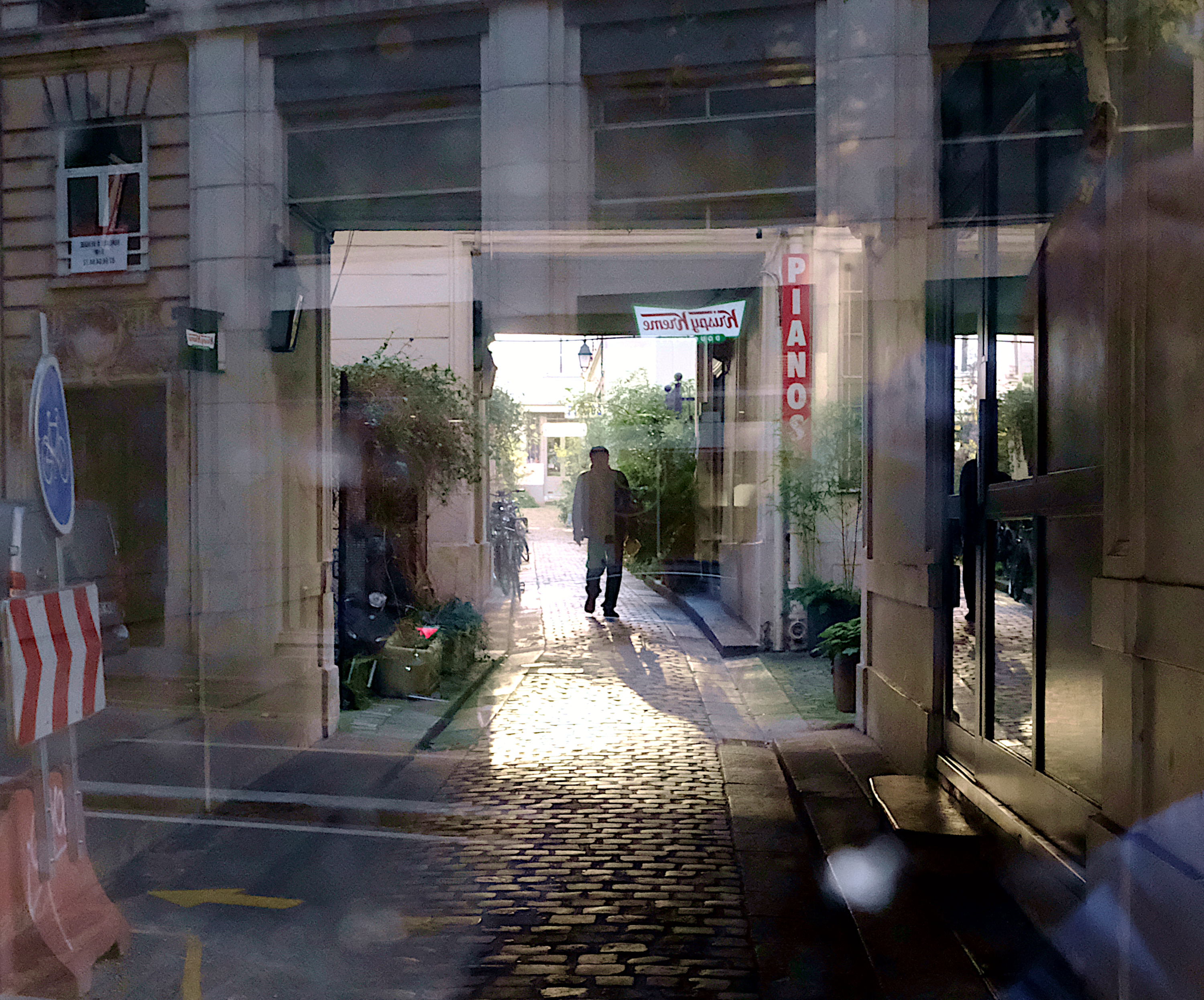
Le passage de Clichy, depuis l'avenue de Clichy.

Le passage de Clichy est situé dans le 18e arrondissement de Paris. Il débute au 128, boulevard de Clichy et 1, rue Forest et se termine au 4, avenue de Clichy.

## Origine du nom
Cette voie doit son nom au voisinage du boulevard de Clichy.

## Historique
L'ancienne impasse Saint-Pierre ou passage Saint-Pierre et partie de l'impasse de Clichy reçut son nom actuel par un arrêté du 10 novembre 1873.
Elle est ouverte à la circulation publique entre le boulevard de Clichy et le passage Lathuille par un arrêté du 23 juin 1959.